# عيسى لوي حيدرلو
عيسی‌ لوي حيدرلو هي قرية في مقاطعة أرومية، إيران. عدد سكان هذه القرية هو 92 في سنة 2006.